# Брадат анолис
Брадатите анолиси (Anolis barbatus) са вид влечуги от семейство Dactyloidae.
Срещат се в хълмистите области в западната част на Куба. Достигат дължина на тялото без опашката около 15 сантиметра, имат масивна глава и сиво-кафява окраска. Хранят се главно с насекоми.